# Craig Watson
Craig Robert ("Wattie") Watson (Invercargill, 2 de junho de 1971) é um triatleta profissional neozelandês. 

## Carreira

### Olimpíadas
Craig Watson disputou os Jogos de Sydney 2000, terminando em 16º lugar com o tempo de 1:50:01.85. 